# 道の駅ウェーブパークなめりかわ
道の駅ウェーブパークなめりかわ（みちのえき ウェーブパークなめりかわ）は、富山県滑川市中川原にある富山県道1号富山魚津線の道の駅である。深層水の足湯が2007年7月26日よりほたるいかミュージアムの展望デッキに設置されている。

## 施設
- 駐車場
  - 普通車：156台
  - 大型車：10台
  - 身障者用：4台
- トイレ

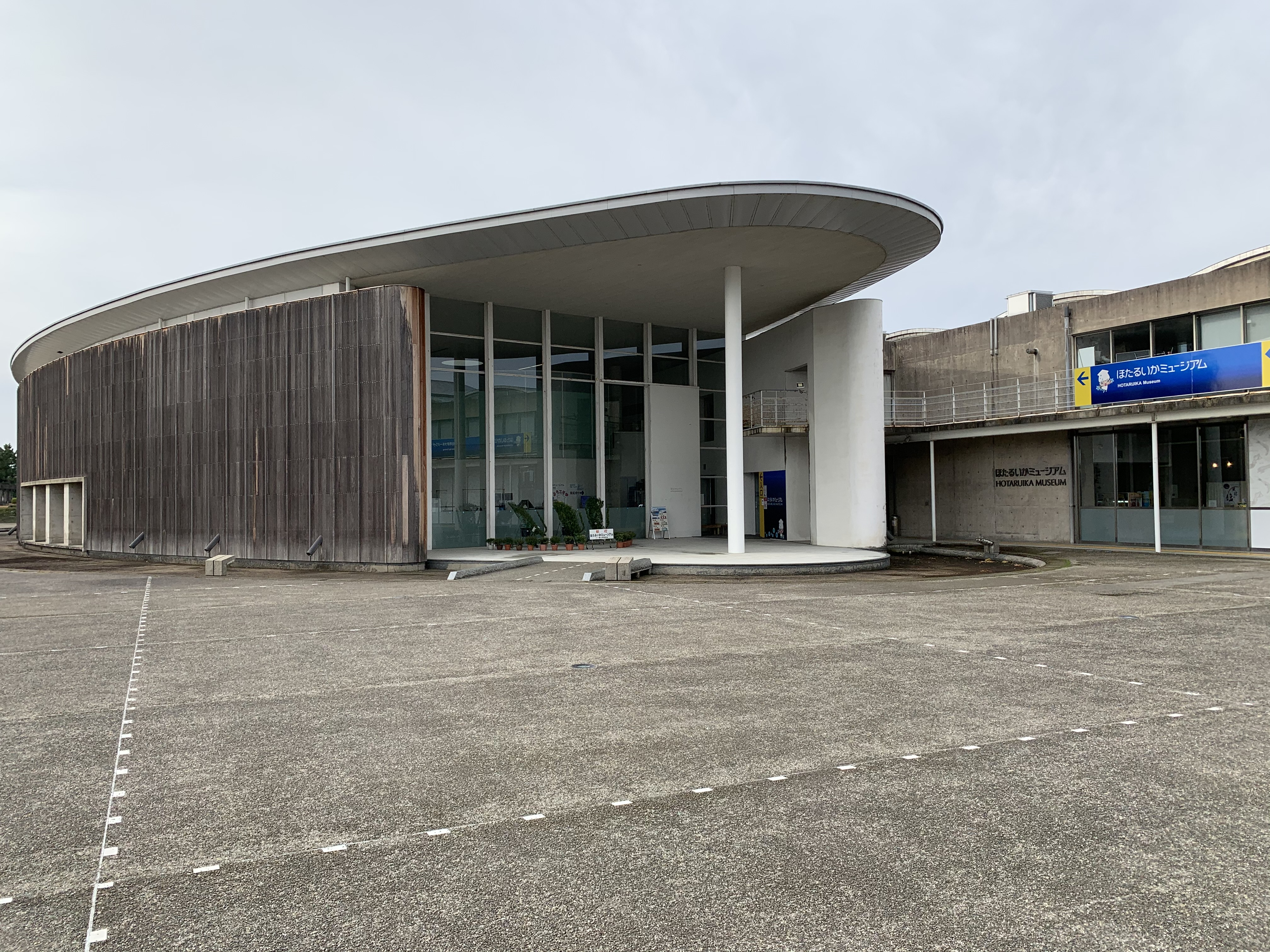
ほたるいかミュージアム

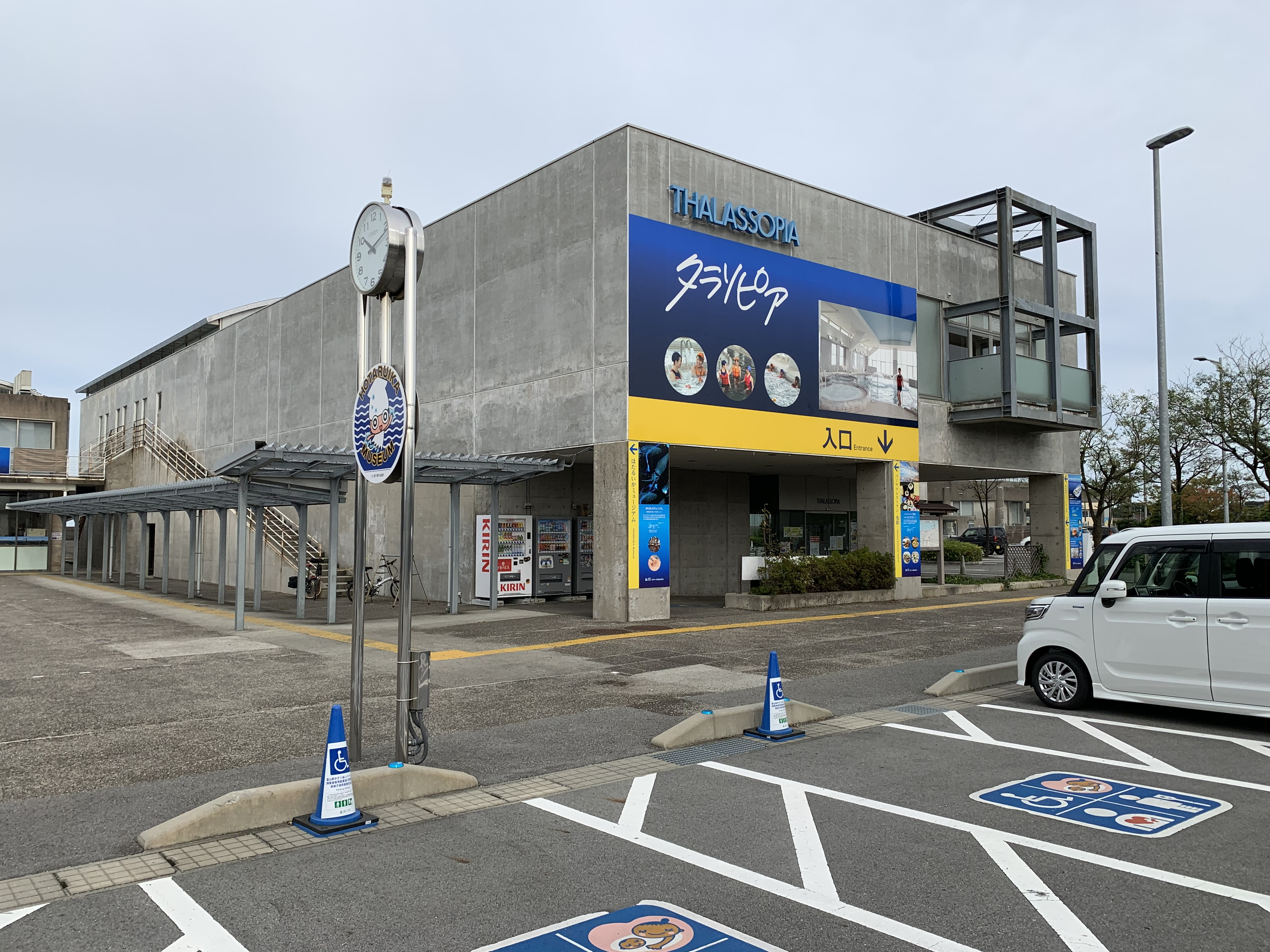
深層水体験施設 タラソピア

  - 男：大 7器（3器）、小 28器（10器）
  - 女：20器（10器）
  - 身障者用：7器（1器）

※（）内は、24時間利用可能
- 公衆電話：1台
- レストラン「光彩」（11:00 - 21:00）
- 物産館「カネツル砂子商店」、「とやまふるさとセンター」
- ほたるいかミュージアム[5]
- 深層水体験施設 タラソピア[5]

### 管理
- 設置者：滑川市
- 指定管理者：株式会社ウェーブ滑川[7]

## 休館日
- 毎週火曜日（6 - 2月）（祝日の場合、翌日）
- 年末年始
- 1月最終月曜日から3日間
- 6月最終月曜日から4日間（タラソピアのみ）

## アクセス
- 富山県道1号富山魚津線 - 登録路線

## 周辺
- あいの風とやま鉄道線・富山地方鉄道本線 滑川駅